# 金曜ナミダメ劇場〜涙の数だけキレイになる〜
『金曜ナミダメ劇場 〜涙の数だけキレイになる〜』（きんようナミダメげきじょう なみだのかずだけキレイになる）は、BS-TBSで2012年10月5日から2013年3月29日まで毎週金曜日の23:00 - 23:30に放送されていたバラエティ番組。

## 概要
「金曜の夜は思いっきり涙を流してキレイになろう！」をコンセプトに、その週の「ナミダメテーマ」に合致した実際にあった泣ける実話を放送し、その後で泣ける歌を披露する。新作を放送した週の次の週は再放送を放送する。

## 出演者
- 須藤理彩：「ナミダメ劇場支配人」としてメインMCと朗読、番組のナレーションを担当する。
- 伴都美子（Do As Infinity）：「ナミダメアーティスト」として朗読の後でそのテーマに合致した曲を歌う。
- 松島庄汰：「ナミダメコンシェルジュ」として冒頭でのナミダメレターの紹介とCMでのナレーションを担当する。
- 野村陽一郎：伴が歌う曲のアレンジとギター演奏、番組のテーマソングを担当する。

## 主な企画

### ナミダメレター
- 須藤が「実際にあった（出版された）泣ける話」を朗読する。

### ナミダメソング
- 伴が野村のギターの下、そのナミダメレターに合致した曲を歌う。多くはカバーだが、Do As Infinityの歌を特別なアレンジで歌う事もある。

#### 放送リスト
| 放送日   | ナミダメテーマ   | 曲                                                                      |
| -------- | ---------------- | ----------------------------------------------------------------------- |
| 10月5日  | 「家族」         | たしかなこと（小田和正） 大きな古時計（平井堅）                         |
| 10月19日 | 「親と子」       | 遠雷（Do As Infinity） 未来へ（Kiroro）                                 |
| 11月2日  | 「最後の恋」     | 糸（中島みゆき） 蕾（コブクロ）                                         |
| 11月16日 | 「父との思い出」 | 逢いたい（ゆず） 涙そうそう（夏川りみ）                                 |
| 11月30日 | 「弟から兄へ」   | HERO（Mr.Children） ありがとう（大橋卓弥）                              |
| 12月14日 | 「クリスマス」   | いつかのメリークリスマス（B'z） White Christmas（手嶌葵）               |
| 12月28日 | 「母から子へ」   | 見上げてごらん夜の星を（坂本九） 花〜すべての人の心に花を〜（石嶺聡子） |
| 1月11日  | 「花嫁」         | パパ（プリンセス・プリンセス） 家族になろうよ（福山雅治）               |
| 1月25日  | 「想い出の味」   | 春よ、来い（松任谷由実） やさしくなりたい（斉藤和義）                   |
| 2月8日   | 「冬の想い出」   | 愛燦燦（美空ひばり） また君に恋してる（坂本冬美）                       |
| 2月22日  | 「純愛」         | LOVE LOVE LOVE（DREAMS COME TRUE） 青春の影（チューリップ）             |
| 3月8日   | 「卒業」         | 贈る言葉（海援隊） さくら（独唱）（森山直太朗）                         |
| 3月22日  | 「ありがとう」   | 君が思い出になる前に（スピッツ） さよならの向こう側（山口百恵）         |

### ナミダメVTR
- スタッフが発見した泣ける話を流す。須藤の朗読はなく、文字と写真のみが流れる。須藤・伴・松島は閲覧に徹する。